# ووکاش فابیانیسکی
ووکاش فابیانیسکی(لهستانی: Łukasz Marek Fabiański؛ زادهٔ ۱۸ آوریل ۱۹۸۵) بازیکن فوتبال اهل لهستان است.وی در باشگاه فوتبال وستهام یونایتد بازی می کند.
از باشگاه‌هایی که در آن بازی کرده‌است می‌توان به لخ پوزنان، لگیا ورشو، آرسنال، سوانزی سیتی و وستهام یونایتد اشاره کرد.
وی همچنین ۵۶ بازی ملی هم برای تیم ملی فوتبال لهستان انجام داده‌است.